# Schistidium scabripes
Schistidium scabripes är en bladmossart som beskrevs av Hironori Deguchi 1984. Schistidium scabripes ingår i släktet blommossor, och familjen Grimmiaceae. Inga underarter finns listade i Catalogue of Life.